# جول الثواجة (بروم ميفع)
'

تعديل مصدري - تعديل

جول الثواجة هي إحدى قرى عزلة بروم بمديرية بروم ميفع التابعة لمحافظة حضرموت، بلغ تعداد سكانها 117 نسمة حسب تعداد اليمن لعام 2004.